# Bartendaz
A Bartendaz olyan saját testsúlyos edzésre épülő közösség és társadalmi mozgalom, melynek tagjai elkötelezettek a bűnmegelőzés iránt, valamint felhívják a figyelmet az alkohol- és drogfogyasztás veszélyeire. Az eredetileg New York-i kezdeményezés jelenleg sok országban népszerű, Magyarországon a Bartendaz Hungary képviseli ezt az eszmét és sportágat.

## Története
Hassan Yasin lelkesítő szónok 2003-ban az Amerikai Egyesült Államokban alapította meg a Bartendaz csoportot. Yasin a kilencvenes években négy évet a fiatalkorúak börtönében töltött, ezután kezdett ösztönző szónoklatokat tartani, és ekkor fogalmazódott meg a fejében, hogy hogyan segíthetné egyszerűen a bűnmegelőzést. A saját testsúlyos edzésnek ezen formája egyetlen húzódzkodó segítségével is könnyedén végezhető és fejleszthető, Yasin ezért is választotta ezt. További célja volt olyan baráti közösséget létrehozni, amellyel iskolákban, börtönökben és közösségi rendezvényeken fellépve népszerűsíthetik ezt a mozgásformát és a szemléletmódot, amely a Giant Thinking elnevezést kapta. A GIANT mozaikszó, amely Yasin beceneve is egyben: growing is a noble thing, vagyis a növekedés nemes dolog.
A Bartendaz elnevezés szójáték, az angol bar szóból ered, melynek két jelentése: cső és bár. Az eszközként használt húzódzkodókra és az alkoholfogyasztásra is utal. Az angol bartenders szlengesített változata a bartendaz, amely felszolgálót jelent.

## A mozgásformáról
A Bartendaz a tagok szerint nem egyenlő a street workouttal, és a fegyencedzéssel. Amikor még nem voltak kifejezetten erre a célra létrehozott utcai edzőparkok, akkor mászókákon, szőnyegporolókon gyakoroltak és edzettek az érdeklődők, manapság azonban sok a szabadtéri lehetőség az edzésre. Nem edzőtermi sport. A tagok kondíciótól és állóképességtől függően könnyebb vagy nehezebb gyakorlatokkal edzenek, csaknem bármilyen edzettségi szint megfelel a kezdéshez. Minden mozdulat az alapgyakorlatokra épül: húzódzkodás, fekvőtámasz, guggolás, tolódzkodás. Léteznek Bartendaz versenyek, azonban a versengés nem célja a sportágnak, a versenyekkel inkább népszerűsíteni kívánják a mozgásformát.

## Célkitűzései
- példaképmutatás fiataloknak
- közösségben való testi és szellemi fejlődés
- folyamatos fejlődés a mozgékonyság, egyensúly, kitartás, fegyelem, kreativitás, rugalmasság, erő, alázat és csapatmunka terén

## Magyarországi története
Radányi Norbert sportoló és edző 2007-ben találkozott először a saját testsúlyos edzéssel, majd hat évvel később, 2013-ban a New York-i Bartendaz World egyesülettel is aktívan felvette a kapcsolatot. Radányi 2014-ben alapította meg a Bartendaz Hungary-t, amely országszerte érdeklődésre tart számot. Rendszeresen megjelennek fitnesz rendezvényeken, és dolgoztak együtt már Katus Attilával is.